# ليو سانتا كروز
ليو سانتا كروز (بالإسبانية: Leo Santa Cruz)‏ مواليد 10 أغسطس 1988 في ولاية ميتشواكان، المكسيك، هو ملاكم محترف مكسيكي يصنف ضمن فئة وزن الريشة. حقق بطولة رابطة الملاكمة العالمية وبطولة المجلس العالمي للملاكمة وبطولة الاتحاد الدولي للملاكمة.

## إحصائيات
خاض خلال مسيرته 38 نزالا، فاز في 36 وتعادل في 1 وخسر في 1. فاز بالضربة القاضية في 19 نزالا.

## روابط خارجية
- ليو سانتا كروز على موقع بوكس ريك (الإنجليزية) (registration required)